# Гута Межиріцька
Гу́та Межиріцька — село в Україні, у Черкаському районі Черкаської області, підпорядковане Мошнівській сільській громаді. У селі мешкає 58 людей.

## Населення

### Мова
Розподіл населення за рідною мовою за даними перепису 2001 року:
| Мова       | Кількість | Відсоток |
| ---------- | --------- | -------- |
| українська | 57        | 98.28%   |
| російська  | 1         | 1.72%    |
| Усього     | 58        | 100%     |